# William Strickland
Pour les articles homonymes, voir William Strickland (homonymie) et Strickland.
William Strickland (né en 1788 à Navesink - mort à Nashville en 1854) était un architecte américain. Il fut l'élève de Benjamin Latrobe et construisit en style néogrec.

## Biographie
Fils d'un maître charpentier établi à Philadelphie membre depuis 1811 de la Practical House Carpenters' Society, Strickland travailla d'abord comme graveur et illustrateur pour les journaux, et comme décorateur pour la scène de Philadelphie. Ses paysages s'inspiraient pour l'essentiel des planches de The Antiquities of Athens de James Stuart dit « l'Athénien ».
Sous la direction de l'architecte Latrobe, il concourut avec succès pour l'adjudication de la conception de la façade de la Second Bank of the United States de Philadelphie (1819–1824).
Le premier édifice conçu par W. Strickland, encore intact, est l'Église orthodoxe de la Trinité, aux n°222-230 de Brown Street Philadelphia (quartier de Northern Liberties), l'ancienne église Saint-Jean.

## Galerie

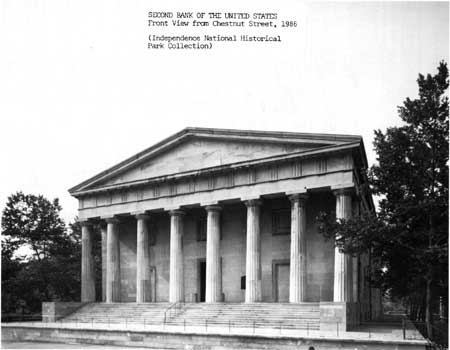
Second National Bank, Philadelphie, construite selon les plans de William Strickland
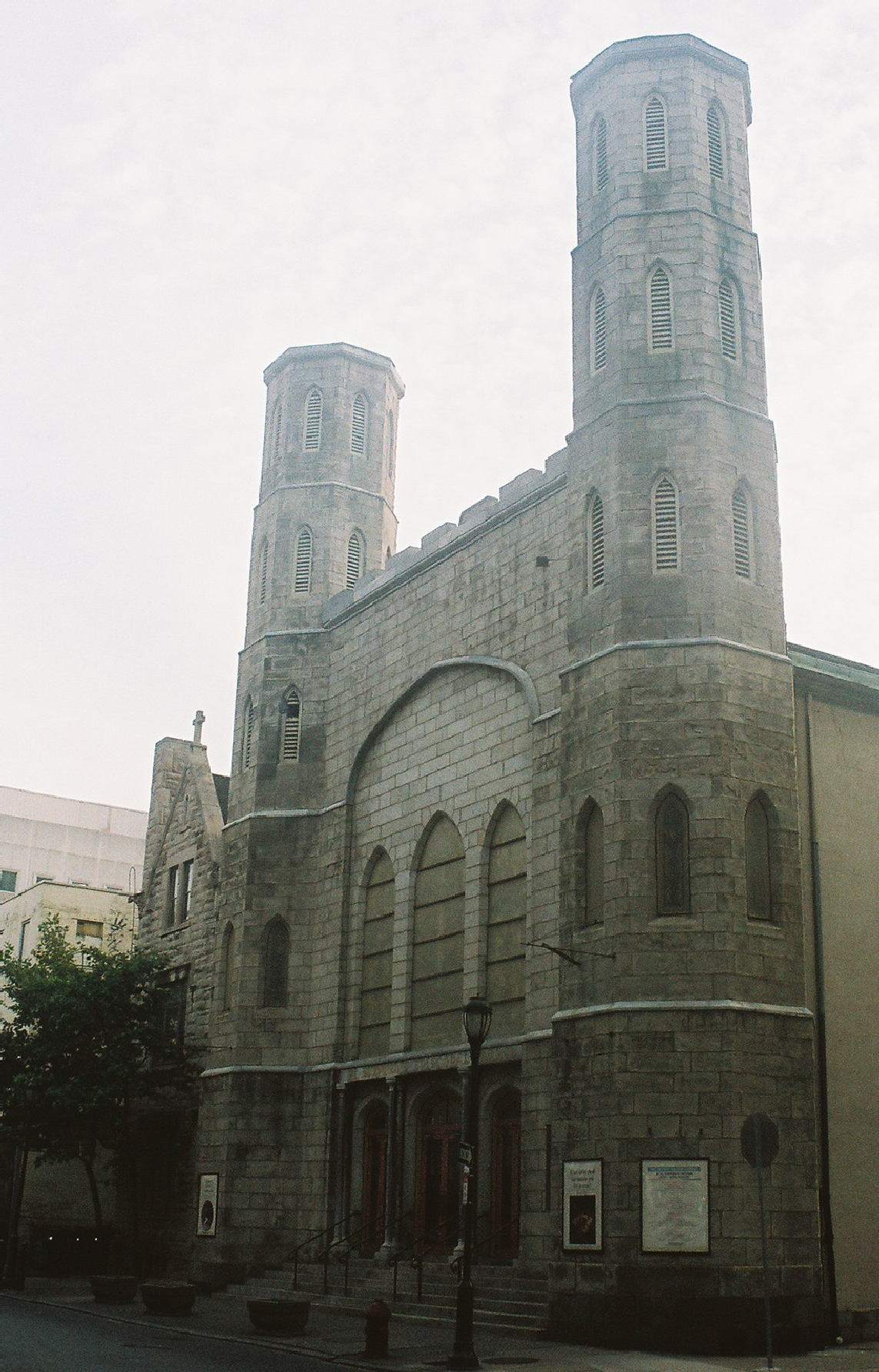
Église saint Étienne, Philadelphie

## Réalisations architecturales
- Deuxième banque de Philadelphie, 1818-1824, imitant le Panthéon de Rome
- Bourse de commerce de Philadelphie
- Pénitencier de Pittsburgh, sur le modèle du Panoptique de Jeremy Bentham